# Coufouleux
Coufouleux (teilweise auch Couffouleux; okzitanisch Confolèuç) ist eine französische Gemeinde im Département Tarn in der Region Okzitanien mit 3041 Einwohnern (Stand: 1. Januar 2022). Sie liegt im Arrondissement Albi und ist Mitglied im Gemeindeverband Gaillac Graulhet Agglomération. Die Einwohner werden Coufouléens und Coufouléennes genannt.

## Geografie
Coufouleux liegt in der Région naturelle Gaillacois am Tarn zwischen Toulouse und Albi. Der Agout begrenzt die Gemeinde im Süden. Umgeben wird Coufouleux von den Nachbargemeinden Rabastens im Norden und Westen, Loupiac im Osten und Nordosten, Parisot im Osten und Südosten, Giroussens im Süden und Südosten, Saint-Lieux-lès-Lavaur im Süden sowie Saint-Sulpice-la-Pointe im Süden und Südwesten.
Durch die Gemeinde führt die Autoroute A68. Der Bahnhof der Gemeinde (Rabastens-Coufouleux) liegt an der Bahnstrecke Brive–Toulouse.
Coufouleux gehört zum Weinbaugebiet Gaillac.

## Bevölkerungsentwicklung
| 1962 | 1968 | 1975 | 1982 | 1990 | 1999 | 2006 | 2018 |
| ---- | ---- | ---- | ---- | ---- | ---- | ---- | ---- |
| 1264 | 1267 | 1384 | 1651 | 1987 | 2036 | 2090 | 2908 |

## Sehenswürdigkeiten
- Kirche Saint-Vaast aus dem 12. Jahrhundert
- Kirche Saint-Pierre de Bracou
- Kirche Saint-Victor
- Eisenbahnbrücke bei Saint-Vaast über den Tarn aus dem Jahre 1884

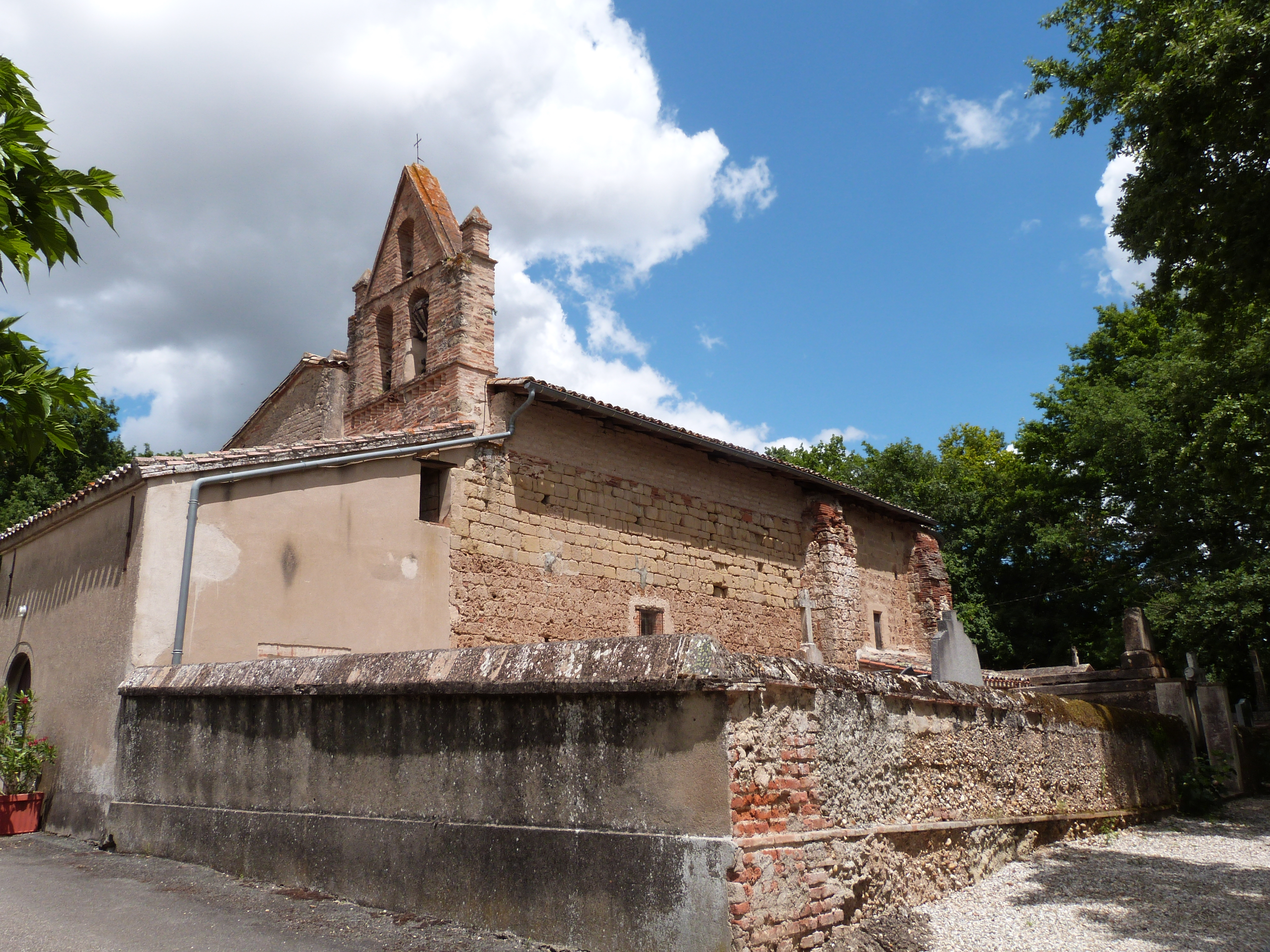
Kirche Saint-Vaast
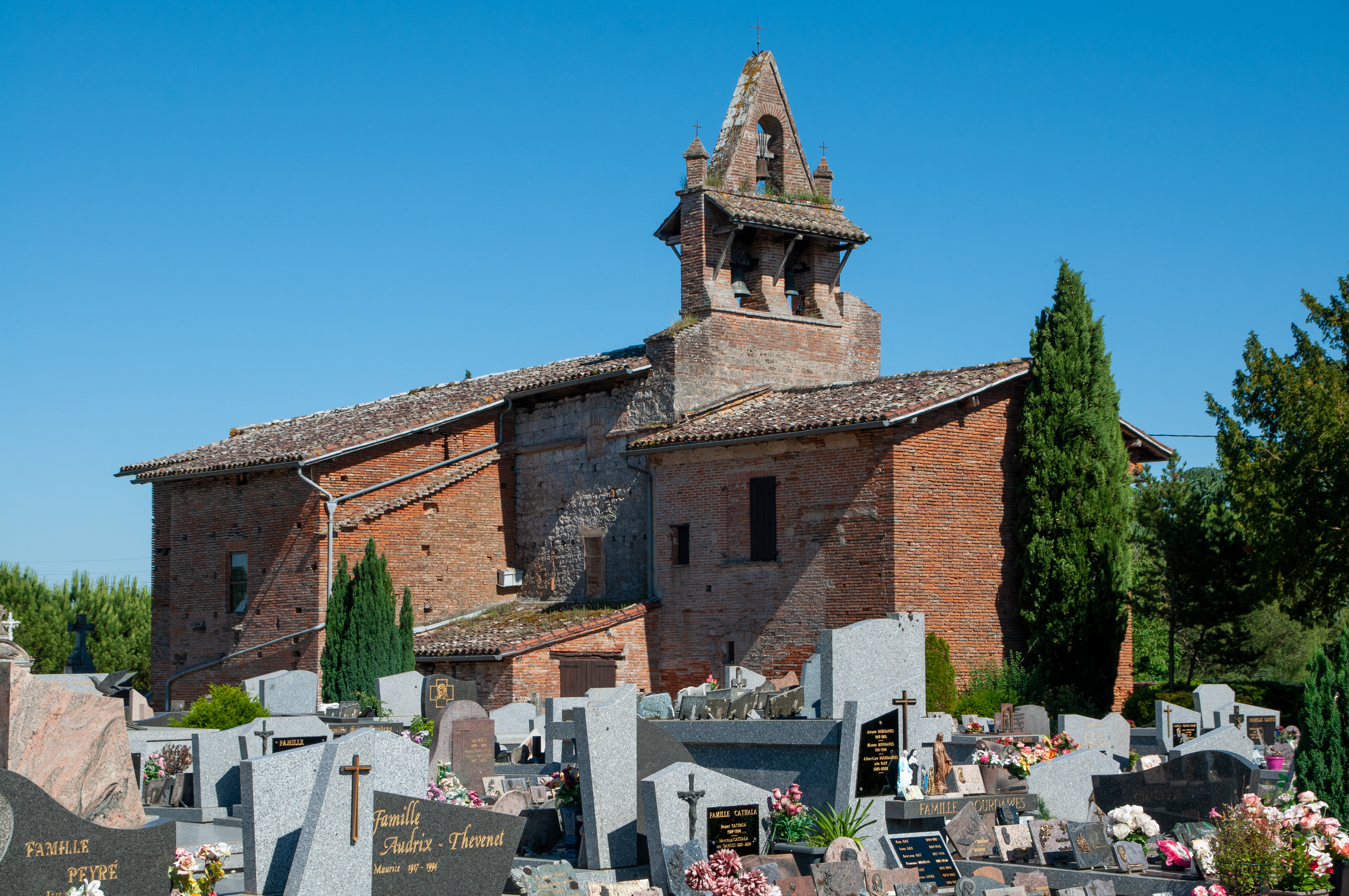
Kirche Saint-Pierre de Bracou